# 图尔图斯
图尔图斯（法語：Tourtouse，法語發音：[tuʁtuz]）是法国阿列日省的一个市镇，位于该省西部偏北，属于聖日龍區。

## 地理
图尔图斯（43°5'35"N, 1°7'27"E）面积11.87 平方千米，位于法国奧克西塔尼大區阿列日省，该省份为法国西南部内陆省份，西部和北部与上加龙省接壤，东临奥德省，东南至东比利牛斯省接壤，南与安道尔和西班牙接壤。
与图尔图斯接壤的市镇（或旧市镇、城区）包括：巴尔雅克、贝代耶、法巴、拉塞尔、圣克鲁瓦沃尔韦斯特尔。

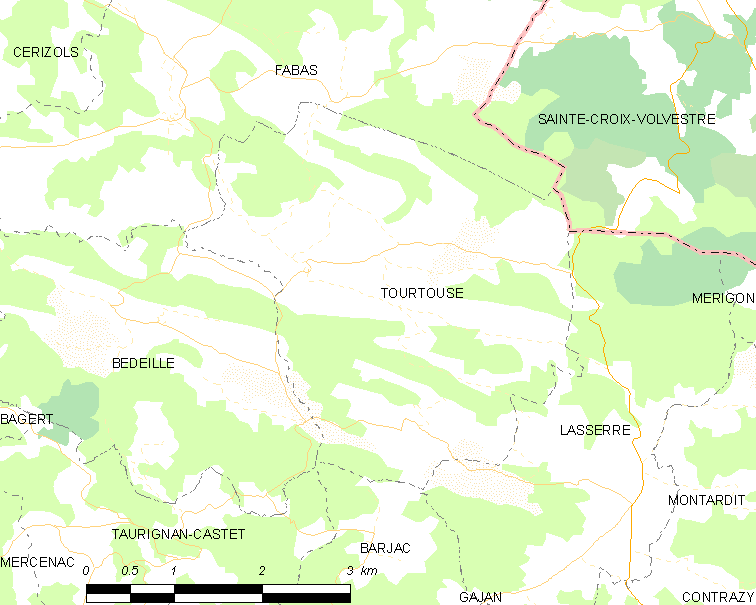
图尔图斯的OSM定位图

图尔图斯的时区为UTC+01:00、UTC+02:00（夏令时）。

## 行政
图尔图斯的邮政编码为09230，INSEE市镇编码为09313。

## 政治
图尔图斯所属的省级选区为库斯朗谷地县。

## 人口

1962-2008年间图尔图斯人口变化图示

图尔图斯于2022年1月1日时的人口数量为165人。